# Acetobacter
Acetobacter — рід оцтовокислих бактерій (родини Acetobacteraceae), що харектеризуються можливістю перетворення етанола на оцтову кислоту за аеробними умовами. Хоча не тільки представники роду мають цю властивість, бактерії цього роду є найвідомішими бактеріями з цією властивістю. Іншою відмітною характеристикою роду є можливість фіксації атмосферного азоту.